# Heilige Ewalde (Wuppertal)

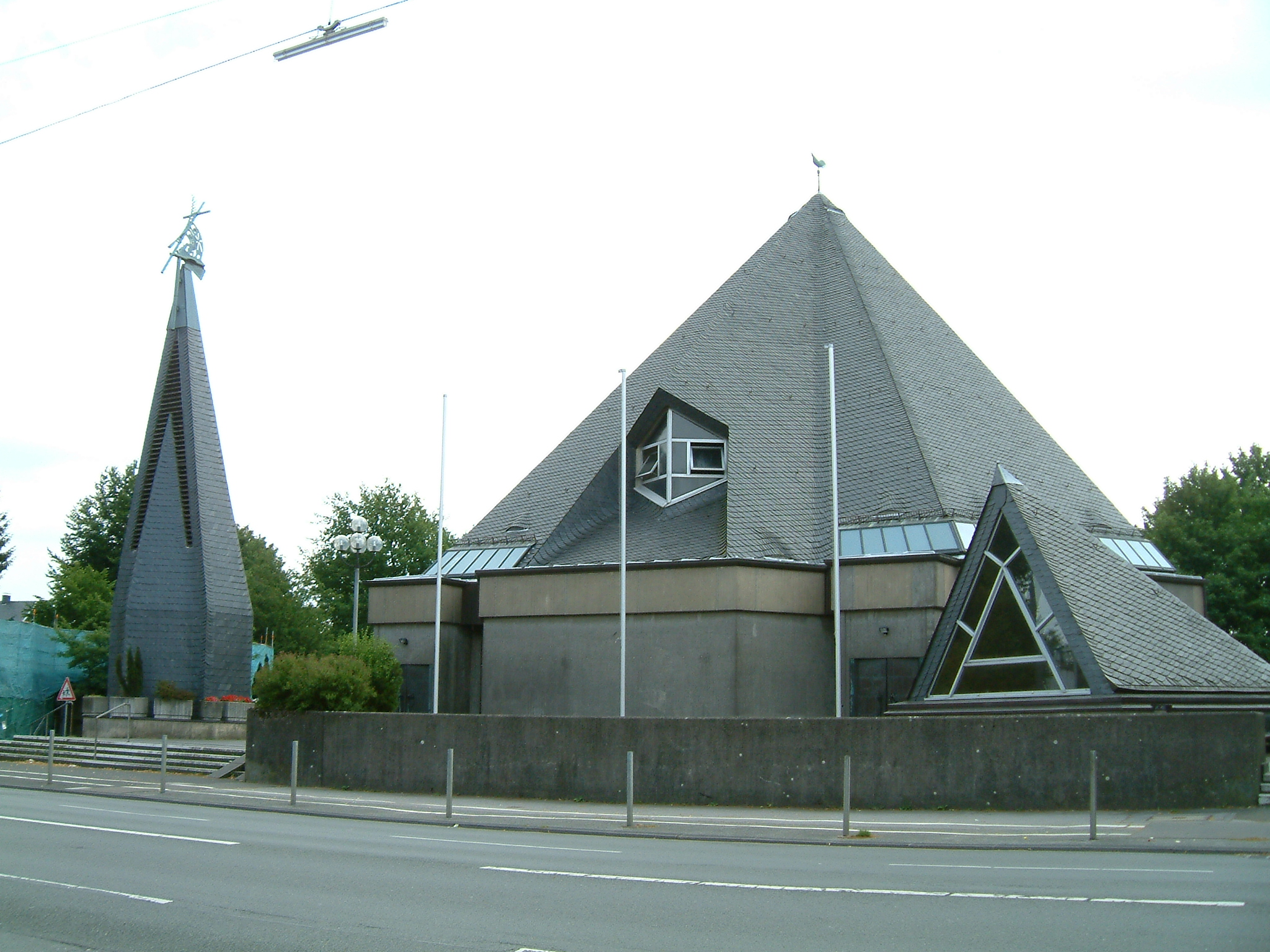
Heilige Ewalde

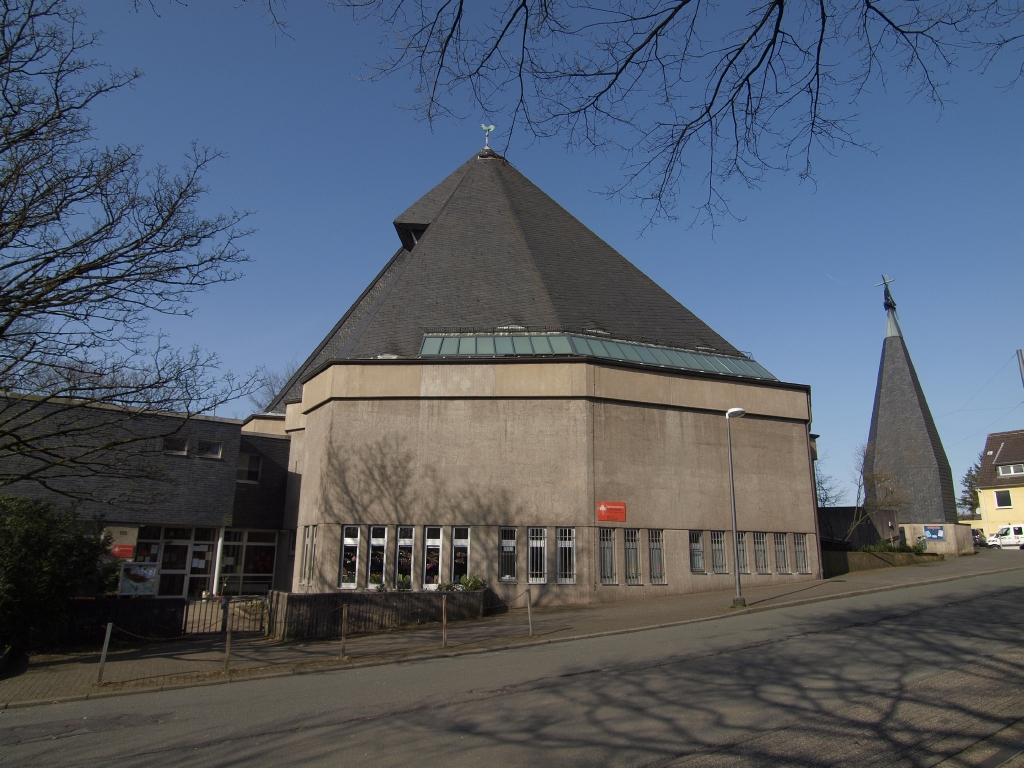
Ansicht von Norden, mit Kindergarten

Die Kirche Heilige Ewalde ist die römisch-katholische Kirche für den Wuppertaler Stadtteil Cronenberg.

## Geschichte
Die Geschichte der katholischen Gemeinde Cronenberg reicht bis in das 14. Jahrhundert zurück. So berichtet ein Register aus dem Jahr 1312 erstmals von Cronenberg als einem eigenen Kirchspiel. Am Standort der heutigen Reformierten Kirche kann eine erste Kirche seit spätestens 1371 nachgewiesen werden, welche damals noch eine Filialkirche von St. Laurentius in Elberfeld war. Sie war dem Andenken der Brüdern Ewaldi geweiht. 1428 schenkte Lübbert von Galen, damaliger Pfandherr von Elberfeld, den Cronenberger Katholiken sein Gut an der Steinbeck unter der Bedingung, dass der Cronenberger Kaplan regelmäßig Heilige Messen abhalten soll. Ab 1570 schloss sich nahezu die gesamte Cronenberger Gemeinde der Reformation an. Die verbliebenen Katholiken waren seitdem Teil der Gemeinde des Klosters in Gräfrath.

### Erste Kirche St. Josef von 1843

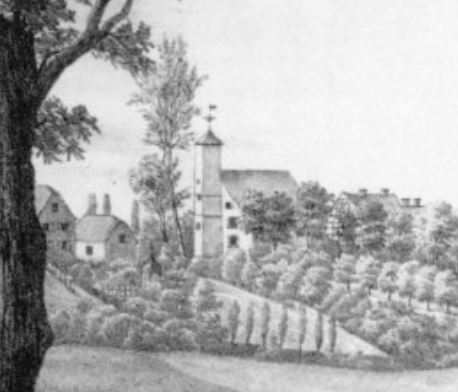
Die erste Kirche auf einer Zeichnung von 1856

Ab Mitte des 18. Jahrhunderts stieg die Anzahl der in Cronenberg wohnhaften Katholiken stark an, zum Großteil handelte es sich um Kaufleute der blühenden Werkzeugindustrie. Am 24. Mai 1791 verfügte Kurfürst Karl Theodor per Edikt die Wiedererrichtung einer katholischen Gemeinde im wirtschaftlich bedeutenden Cronenberg. Darauf ließ Geheimrat und Vizekanzler von Knapp wenig später ein Wirtshaus an der Köln-Hitdorfer Landstraße (später: Provinzialstraße Elberfeld–Hitdorf) ankaufen und zum Gemeindehaus umbauen. So konnte am 19. März 1792 erstmals seit der Reformation wieder eine katholische Messe in Cronenberg abgehalten werden. Aufgrund des Datums der Wiedereinrichtung der katholischen Gemeinde am Josefstag nannte sich die Gemeinde seither St. Josef.
1841 begannen erste Planungen für die Errichtung einer eigenen Kirche als Ersatz für das langsam zu klein werdende Gemeindehaus an der heutigen Hauptstraße. Am 6. April 1842 fand die Grundsteinlegung der neuen Kirche statt, nachdem man ein günstiges Grundstück unweit des Gemeindehauses erworben hatte. Die Ronsdorfer Architekten Gebrüder Mathäi wurden mit der Planung des Bauvorhabens betraut. Am 24. November 1843 wurde die neoklassizistische Kirche zeitgleich mit der katholischen Schule eingeweiht.
In der Nacht vom 27. auf den 28. September 1856 brannte das Missionshaus genannte Gemeindehaus vollständig ab, wobei das gesamte Kirchenarchiv vernichtet wurde. Es wurde wenig später wiedererrichtet und fortan als Pfarrhaus genutzt, ein neues Gemeindehaus wurde als Anbau an die Kirche verwirklicht. 1867 wurde ein eigener Friedhof eingeweiht; seitdem war die Gemeinde nun vollständig unabhängig von der Mutterpfarrei in Elberfeld. Im September 1901 wurden mehrere Reliquien der Brüder Ewaldi in die Kirche überführt, die Mitgliederzahl der Gemeinde betrug zu diesem Zeitpunkt etwa 1000.
Am 3. Juli 1943 wurde die Kirche Opfer eines durch Phosphor- oder Stabbrandbomben ausgelösten Brandes, welcher die Bausubstanz schwer angriff. Es handelte sich um einen Fehlabwurf, die Kirche blieb während des eigentlichen Luftangriffes auf Cronenberg am 25. Juni 1943 weitgehend unversehrt. Ungeachtet der großen Schäden konnte 1945 wieder eine Fronleichnamsprozession in die Kirche einziehen. Dennoch wurde die Kirche erst 1952 wieder neu konsekriert. Zugleich wurde das kriegsbedingt ausgefallene 150. Jubiläum der Kirche nachgeholt. 1959 wurde eine neue Orgel der Firma Johannes Klais Orgelbau eingeweiht.
Im Jahr 1964 kam ein Baugutachten zu dem Ergebnis, dass die Kirche akut baufällig und einsturzgefährdet sei. Die starke Hitzeentwicklung des Brandes hatte den Mörtel im Mauerwerk nahezu vollständig „pulverisiert“, eine Sanierung war aufgrund des Zustandes nicht mehr möglich. Die Gottesdienste mussten unverzüglich eingestellt werden. In der Kirche konnten nur noch zwei Gottesdienste gefeiert werden: 1971 anlässlich der Gründung des ökumenischen Arbeitskreises und der letzte Gottesdienst am 5. März 1972. Die Wochenendgottesdienste wurden fortan in der lutherischen Emmauskirche abgehalten.
Am 22. März 1972 wurde die alte Kirche gesprengt, die Abbrucharbeiten dauerten noch bis Mai an.

### Heutige Kirche
1965 begannen die Planungen zum Bau eines neuen Pfarrzentrums an Stelle der alten Kirche. 1968 wurde Richtfest für den ersten Bauabschnitt gefeiert, die Bauarbeiten dauerten bis November 1973 an. An Heiligabend 1973 wurde der erste Gottesdienst in der nun in völlig anderer Form neu errichteten Kirche gefeiert. Der Kindergarten bezog bereits im April das Gebäude, die Gemeinde nahm den ursprünglichen Namen Heilige Ewalde wieder an. 1983 wurde die bis dahin eingelagerte Klais-Orgel aus der alten Kirche wieder aufgebaut. Am 29. März 2000 verfügte Joachim Kardinal Meisner, Erzbischof von Köln, die Einrichtung eines neuen Pfarrverbandes Wuppertaler Südhöhen, welchem die Kirche seitdem zusammen mit den Kirchen St. Hedwig am Friedenshain, St. Christophorus auf Lichtscheid und St. Joseph in Ronsdorf angehört. Im Jahr 2009 wurde die aufgrund der Einrichtung des Pfarrverbandes zu groß gewordene Gemeinschaftsfläche hinter der Kirche zugunsten des Kindergartens verkleinert, welcher seitdem ein integratives Konzept umsetzt.

## Baubeschreibung
Die Saalkirche lässt sich den Richtungen des Neuen Bauens sowie teils auch der Organischen Architektur zuordnen. Sie besteht aus einem 28 Meter breiten und 27 Meter langen eckigen Kubus, welcher grob die Form eines unregelmäßigen Achtecks aufweist. Der Unterbau der Kirche ist vollständig aus Sichtbeton erbaut, wohingegen das spitze Dach sowie der Glockenturm und das Foyeroberlicht mit Kunstschiefer gedeckt sind. Die Kirche besitzt nur wenige Fenster, der Hauptteil des Lichtes fällt über zwei Fenster an der West- und Ostseite des Daches in den Kirchsaal, welcher auch von zwei sehr schmalen Oberlichtern an der Nord- und Südseite des Daches erhellt wird. Die Kirchenbänke sind, ähnlich wie in der älteren Kirche St. Hedwig rundlich aufgestellt und ermöglichen einen guten Blick auf den Altar. Der Kirchsaal befindet sich unterhalb des Straßenniveaus, welches sich an der Nordseite auf der Straße Neukuchhausen in Richtung Osten auf tieferes Niveau absenkt. Von Westen wird die Kirche über eine Treppe betreten, welche in ein kleines Foyer mündet, welches seinerseits von einem Oberlicht an der Südseite erhellt wird. Jenes Oberlicht stellt neben dem freistehenden Kirchturm eine bauliche Dominante im Gebäudeensemble der Kirche dar. Der zehn Meter hohe, ebenfalls ähnlich dem Dach spitz zulaufende Turm beherbergt zwei Glocken mit den Schlagtönen dis und f.